# Oenothera breedlovei
Oenothera breedlovei är en dunörtsväxtart som beskrevs av W. Dietrich och W.L. Wagner. Oenothera breedlovei ingår i släktet nattljussläktet, och familjen dunörtsväxter. Inga underarter finns listade i Catalogue of Life.